# 10e cérémonie des North Texas Film Critics Association Awards
La 10e cérémonie des North Texas Film Critics Association Awards (NTFCA Awards) a récompensé les films réalisés l'année précédente.

## Palmarès
Meilleur film
- Boyhood

Meilleur réalisateur
- Richard Linklater pour Boyhood

Meilleur acteur
- Jake Gyllenhaal pour Night Call

Meilleure actrice
- Rosamund Pike pour Gone Girl

Meilleur acteur dans un second rôle
- J.K. Simmons pour Whiplash

Meilleure actrice dans un second rôle
- Patricia Arquette pour Boyhood

Meilleure photographie
- Interstellar – Hoyte Van Hoytema

Meilleur film documentaire
- La Grande Aventure Lego

Meilleur film en langue étrangère
- Ida •  Pologne